# Xanthorhoe urbana
Xanthorhoe urbana är en fjärilsart som beskrevs av Edward Meyrick 1891. Xanthorhoe urbana ingår i släktet Xanthorhoe och familjen mätare. Inga underarter finns listade i Catalogue of Life.